# Thievy Bifouma
Thievy Guivane Bifouma Koulossa (ur. 13 maja 1992 w Saint-Denis) – kongijski piłkarz grający na pozycji napastnika. Od 2019 jest zawodnikiem klubu Yeni Malatyaspor.

## Kariera klubowa
Thievy dołączył do RCD Espanyolu w 2010 roku z RC Strasbourg. 13 marca 2011 roku zadebiutował w pierwszej drużynie Katalończyków, gdy wszedł na boisko w końcówce meczu z Deportivo La Coruña.
W sezonie 2012/13 został wypożyczony do UD Las Palmas, grającego w Segunda División.